# 지미 페이지
제임스 패트릭 페이지(영어: James Patrick Page, OBE, 1944년 1월 9일 ~ )는 영국의 음악가로, 록 밴드 레드 제플린의 창립 멤버이자 기타리스트로 유명하다.
로큰롤 명예의 전당에 한 번은 야드버즈의 구성원(1992)으로, 한 번은 레드 제플린의 구성원(1995)으로 두 차례 헌액되었다. 약 4억파운드 가량의 재산을 보유하고 있다. 2003년 영국 토탈 기타 매거진이 선정한 세계 100대 기타리스트에 2위로 선정되었다.

## 활동
런던에서 스튜디오 세션 기타리스트로 시작해서, 1966년에서 1968년까지 야드버즈로 활동하다가 레드 제플린을 결성하였다.
1965년 1월에 에릭 클랩튼을 대신해 야드버즈에 합류할 것을 제안 받았으나, 친구인 제프 벡을 대신 추천하였다. 1966년 폴 샘웰스미스(Paul Samwell-Smith)를 대신해 베이시스트로 야드버즈에 합류하였으나, 크리스 드레야(Chris Dreja)에게 베이스를 넘긴 후에는 제프 벡과 함께 트윈 리드 기타를 담당했다. 제프 벡이 떠난 후 리드 기타를 담당하였고 1968년 키스 렐프와 짐 매카시가 떠나자, 일정이 남은 스칸디나비아 투어를 새로운 라인업으로 마무리하기로 한다.
로버트 플랜트와 존 본햄을 영입하고 존 폴 존스가 합류 의사를 밝혀 와, 스칸디나비아 투어 기간 중에 뉴 야드버즈(The New YardBirds)라는 이름으로 함께 활동하기 시작했다. 처음에는 'Lead Zeppelin'을 밴드 이름으로 사용하려 했으나 '리드 제플린'으로 잘못 발음하는 것을 방지하기 위해 'Led Zeppelin'으로 바꾸었다. 레드 제플린은 1980년 존 보넘이 사망하자 해산하였다.
1994년 로버트 플랜트와 MTV 언플러그드 공연을 함께 했다. 1998년 퍼프 대디와 고질라의 사운드트랙 〈Come With Me〉를 녹음하였다.
2007년 12월 10일 로버트 플랜트와 존 폴 존스, 존 본햄의 아들인 제이슨 본햄과 함께 레드 제플린의 이름으로 일시 재결성하여 O2 아레나에서 열린 자선 공연에서 연주하였다.
 2008년 8월 24일 베이징 올림픽 폐막식에서 데이비드 베컴, 리오나 루이스와 함께 영국을 대표하여 런던 올림픽 개최를 알렸다. 2014년에 버클리 음악 대학에서 명예 박사 학위를 수여받았다.

## 서훈
- 2005년 대영 제국 훈장 4등급(OBE) 수훈[1]